# 吴清亮
吴清亮（英語：Goh Cheng Liang，潮州话拼音方案：ghou5 cêng1 liang6，1927年—2025年8月12日）是一位新加坡亿万富翁，祖籍潮州，因生产和经营涂料而致富，是吴德南集团的创始人和立时集团的合资创始人，现公司由其独生儿子吴学人接管。

## 人生经历

### 步入涂料行业前
吴清亮的父亲吴松昌和母亲李秀英是中国广东省潮安县大吴村人（今中华人民共和国广东省潮州市潮安区浮洋镇大吴村）。在吴清亮出生前，父亲吴松昌因为家庭困难而到新加坡陈源利公司做苦力活，但薪水很低，母亲李秀英则留在家乡抚养孩子和做农耕，所以生活依旧非常贫困。当时中国与新加坡之间交通不方便，有一年，其父吴松昌长达八个月没有回到家乡且没有任何音讯，当时怀有八个月身孕的李秀英便向亲戚借钱购买到新加坡的船票，带着吴清亮的两个姐姐乘船前往新加坡寻找吴松昌，1927年在新加坡产下吴清亮，一家五口人居住在新加坡的贫民窟中。
1940年代，吴清亮就读中学二年级的时候，新加坡戰役爆发使得学校停办，吴清亮开始和他姐夫制作和贩卖渔网赚钱。第二次世界大战结束后，他听从朋友的建议把自己的所得投资到碳酸饮料市场，但由于在销售方面没有经验，导致不到一年就花光积蓄亏本倒闭。后来他又经朋友帮助找到了一份涂料售货员的工作，从此与涂料工作结缘，亦自己开始创业。

### 步入涂料行业后
1949年，英国拍卖第二次世界大战剩余物资，吴清亮以低价收购废弃油漆并进行加工后转卖，命名为鸽牌油漆（Pigeon Paint），后来他也因此获得「臭漆王」的称呼。当时一开始吴清亮不是很精通和涂料加工相关的化学知识，便自学和请教化学教师，后来曾应邀到丹麦学习涂料的相关知识。1962年，吴清亮与日本的日本涂料控股株式会社（Nippon Paint Holdings Co., Ltd.）合资建立立时集团，负责其生产的涂料在亚洲地区的销售等业务活动。此外，吴清亮又与泰国正大集团合作至1971年，期间经营涂料及涂料以外的其他类型的产品。1974年，吴清亮建立吴德南集团。1990年10月3日，中华人民共和国和新加坡共和国建立外交关系成为邦交国，作为海外华人的吴清亮受「建立邦交」四字的启发将「Nippon Paint」的中文名确定为「立邦油漆」。

### 慈善事业
吴清亮斥资赞助了其家乡大吴村的建设，松昌中学、秀英小学和秀英医院便是由其赞助建设的，且以其父母的名字命名。

### 逝世
吴清亮于2025年8月12日逝世，享年98岁。